# Meulenberg

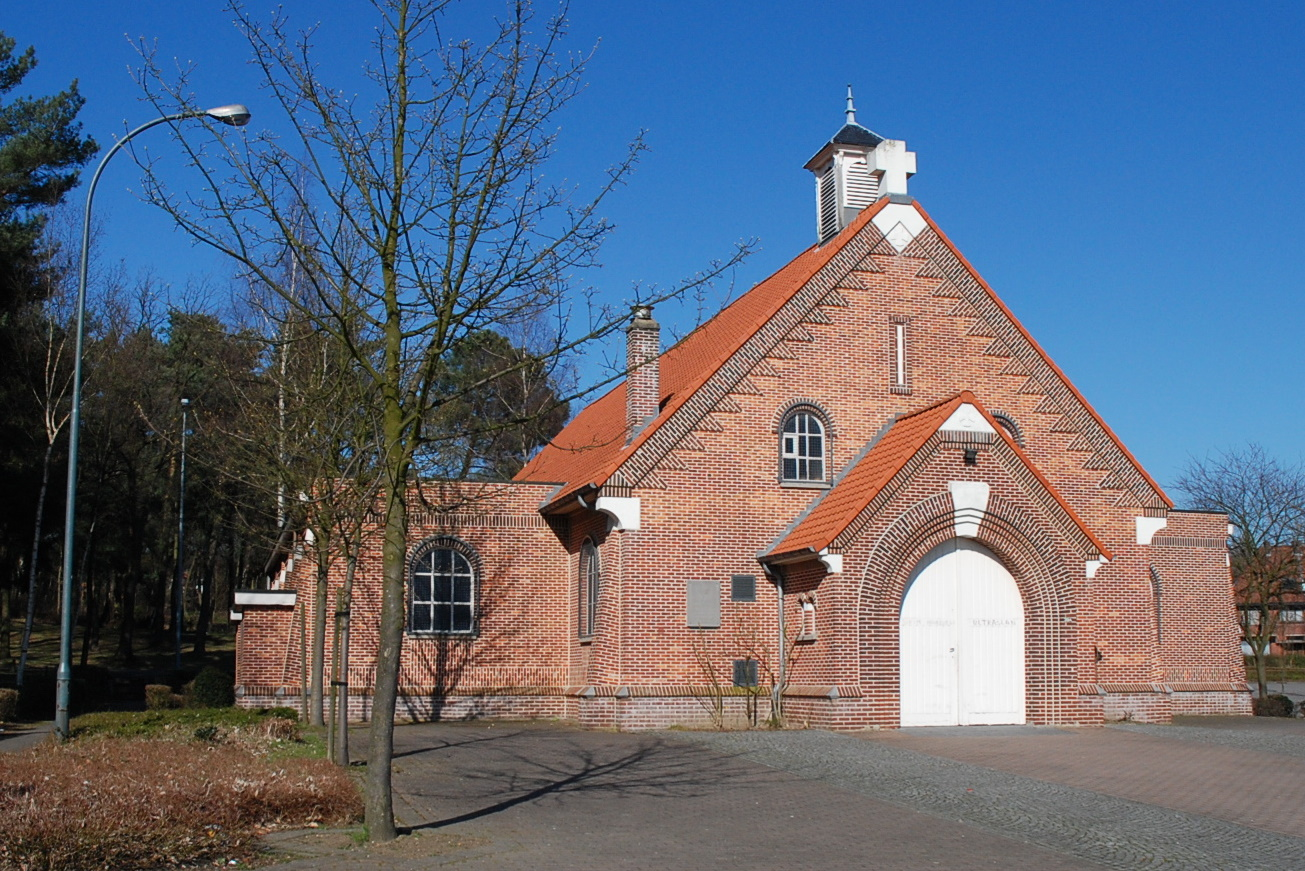
De Sint-Lambertuskerk van Meulenberg

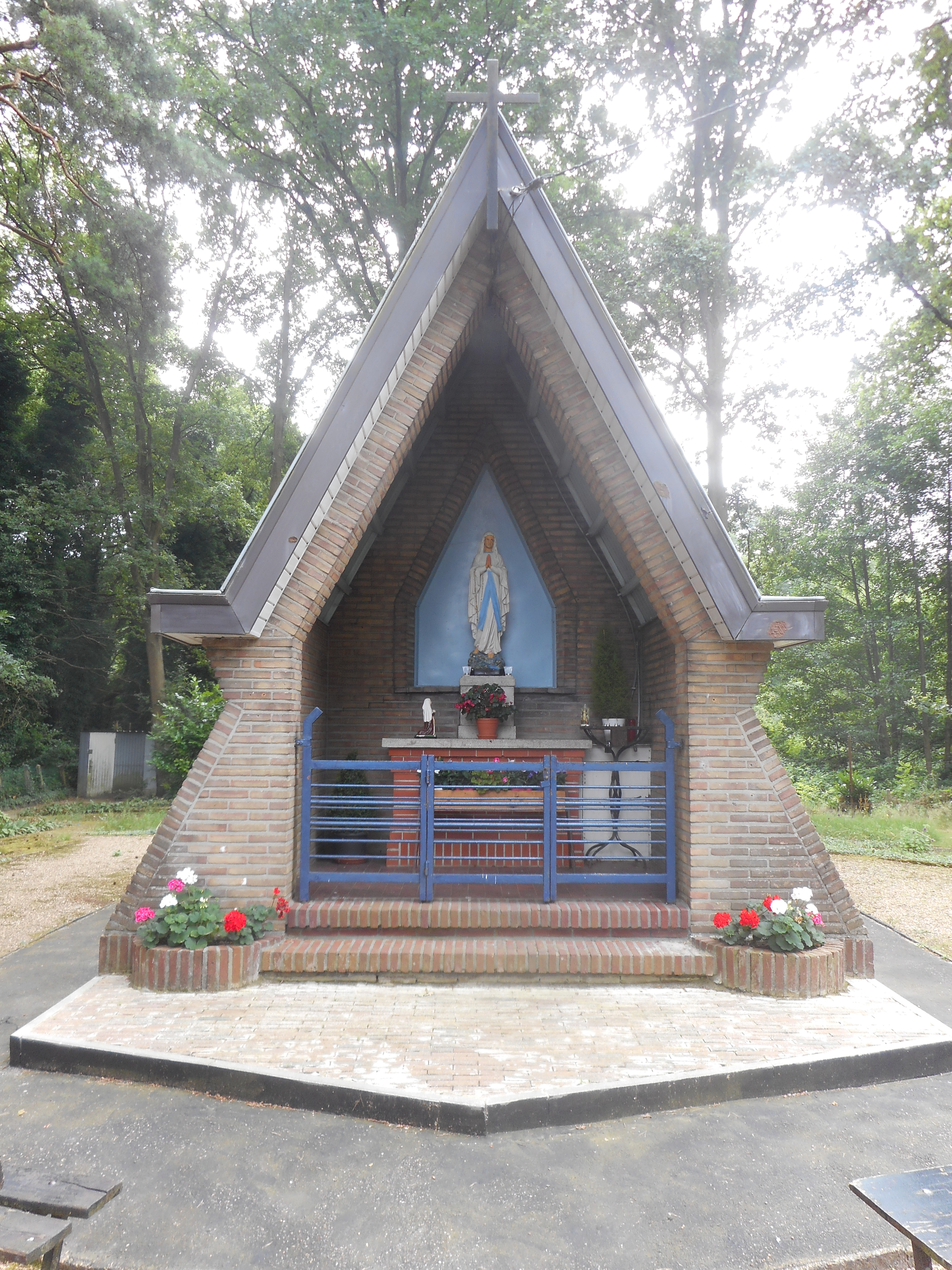
De Onze-Lieve-Vrouw van Lourdeskapel werd in 1951 ingewijd door Louis-Joseph Kerkhofs

Meulenberg is een wijk in de zuidoostelijke hoek van Houthalen, een deelgemeente de Belgische gemeente Houthalen-Helchteren.
De parochiekerk van Meulenberg is de Sint-Lambertuskerk. In de Schansbeemdenweg ligt een kleine Lourdeskapel.
De cité van Meulenberg is vastgesteld bouwkundig erfgoed.

## Geschiedenis
De steenkoolmijn van Houthalen zag het als een noodzaak om voor hun arbeiders huizen te bouwen. In 1925 bouwde men langs de Grote Steenweg de eerste tuinwijk, een dertigtal huizen, die plaatselijk 'de oude cité' wordt genoemd. Een tweede tuinwijk op een andere locatie was nodig omdat men moeilijk nieuwe aansluitende percelen kon aankopen. Vanaf 1939 kwam die op Meulenberg, een tot dan toe onbewoond stuk heidegebied.
Omwille van de oorlogsomstandigheden en de onwil van de Belgen om in de mijn te werken werden maar een paar huizen bewoond. Enkele honderden Duitse SS'ers vonden er onderkomen en na de bevrijding werd gedurende anderhalf jaar hun plaats ingenomen door Engelse tanktroepen die in de buurt een uitstekend oefenterrein vonden.

## Tuinwijk
De huisvesting op de nieuwe tuinwijk van Meulenberg voldeed aan de verwachtingen van die tijd. De huizen werden ingeplant in een groen kader, de straten hadden een rastervormig plan en waren verbonden door rotondes.
Het Welkomplein was de centrale plaats waarop de groene, van twee gescheiden rijstroken voorziene Kerklaan aansloot, de hoofdas van de tuinwijk. Hier woonden de mijningenieurs; later verhuisden ze naar de Heidelaan (Brelaarstraat) en de Platanenlaan. De Koolmijnlaan gaf toegang tot de steenkoolmijn.
Enkel werknemers van de mijn kregen hier een woning, van de directeur tot de pastoor van de mijnparochie. De huizen weerspiegelden de status van hun bewoners. Als men opklom op de sociale ladder kreeg men een grotere woning. Ingenieurs betaalden geen huur en stonden niet in voor het onderhoud van hun woning of hun tuin. Directeur Achille Ampe, vader van 12 kinderen, liet een enorm huis bouwen, omgeven door een groot park.
Tot 1957 werd de tuinwijk uitgebreid. De mijnregels verplichtten bewoners die niet meer actief in de mijn waren hun woning te verlaten.
De in 1940 opgetrokken watertoren, 25 m hoog, voorzag de bewoners van water. Begin jaren 60 van de 20e eeuw werd de waterleiding ook hier doorgetrokken zodat men in 1993 de toren kon afbreken.
Mijnwerkers werden aangemoedigd om aan de voorzijde van hun woning een siertuin aan te leggen en aan de achterkant een moestuin. De mijn liet daarvoor treinladingen tuingrond aanvoeren.

## Klein Rusland
Na de Tweede Wereldoorlog bouwde men in recordtempo, naast de 200 bestaande woningen, nog eens 222 houten barakken die ieder plaats boden aan 80 arbeiders. In het begin verbleven hier Polen, Oekraïners en Italianen. Na verloop van tijd verbleven hier mijnwerkers uit 18 verschillende landen. Ze stonden waar nu de Varenstraat, Hazelarenstraat en Bremstraat zijn. Ze bleven bewoond tot 1972 en waren in trek omwille van hun lage huurprijs (150 BEF per maand in 1964) die viermaal lager lag dan die van een normale arbeiderswoning in de Varenstraat.
Ook de rijkswacht kreeg zes huizen toegewezen in de Varenstraat.

## Galerij

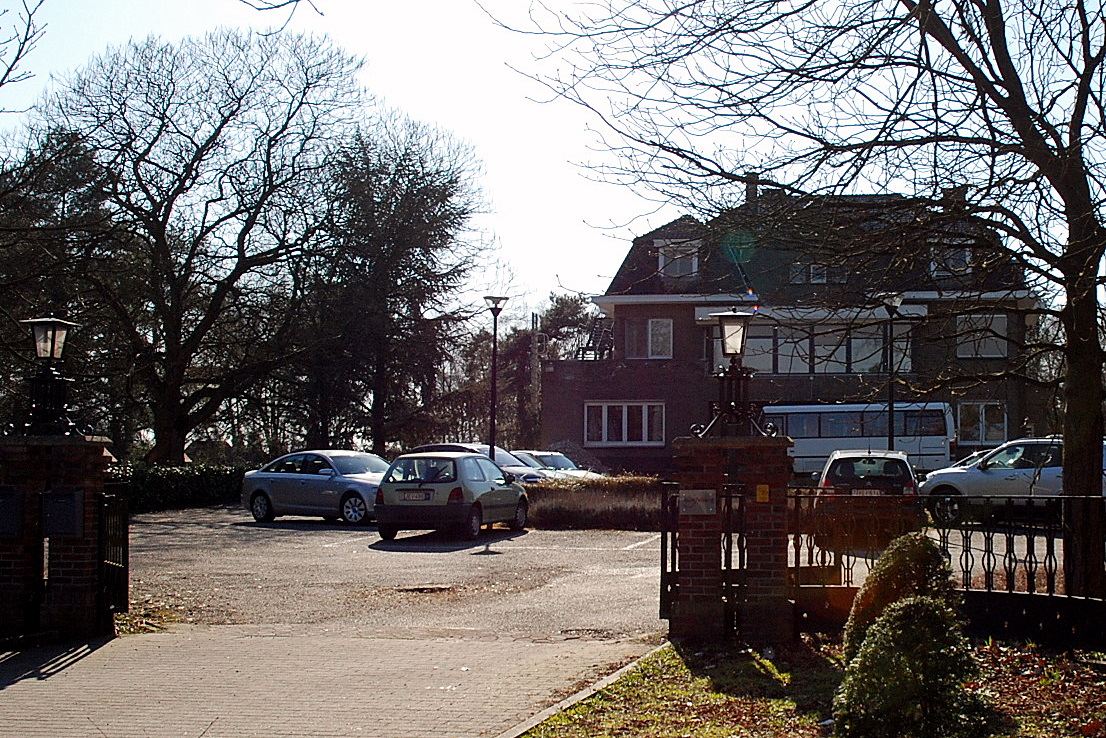
De voormalige woning van de mijndirecteur
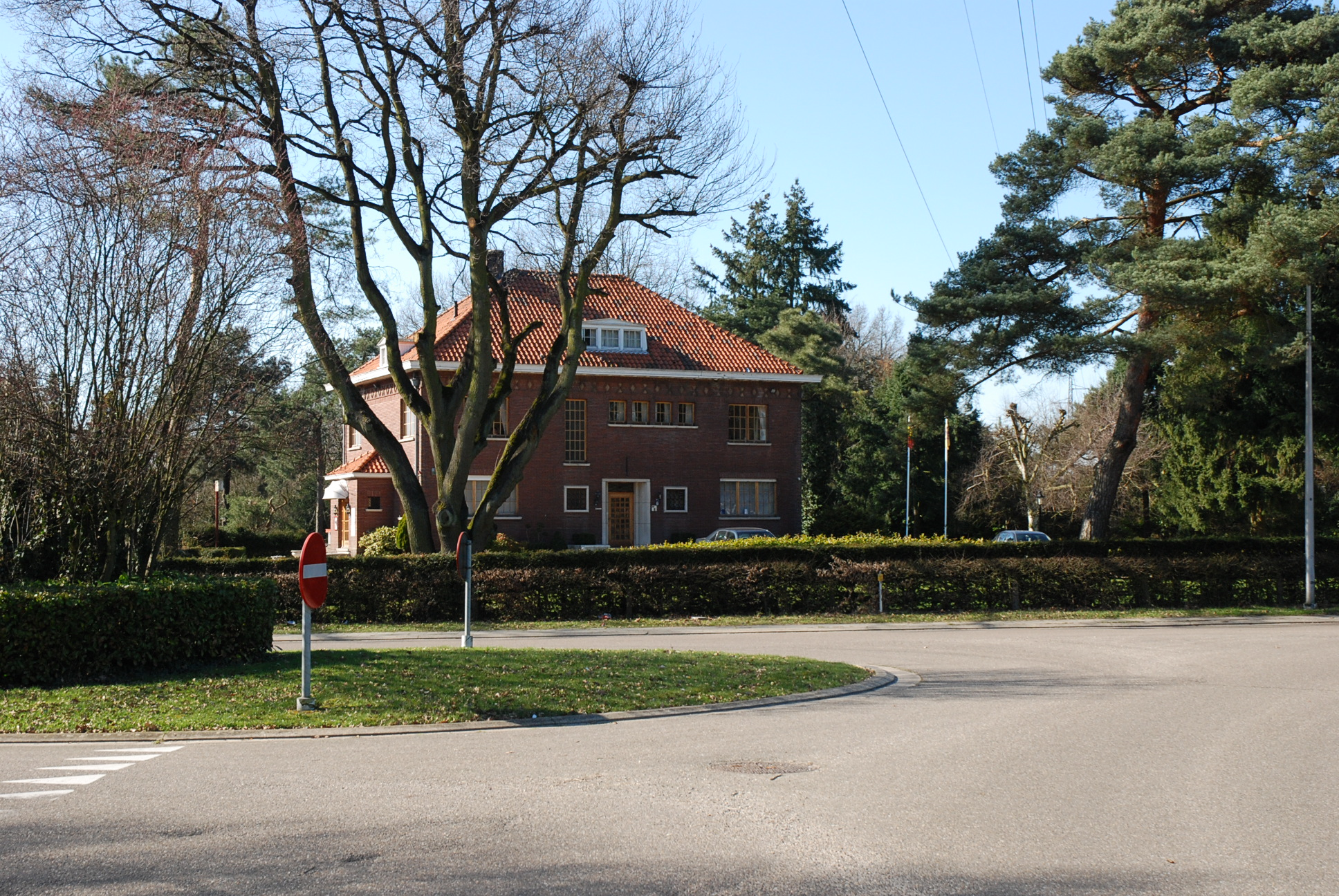
Een ingenieurswoning
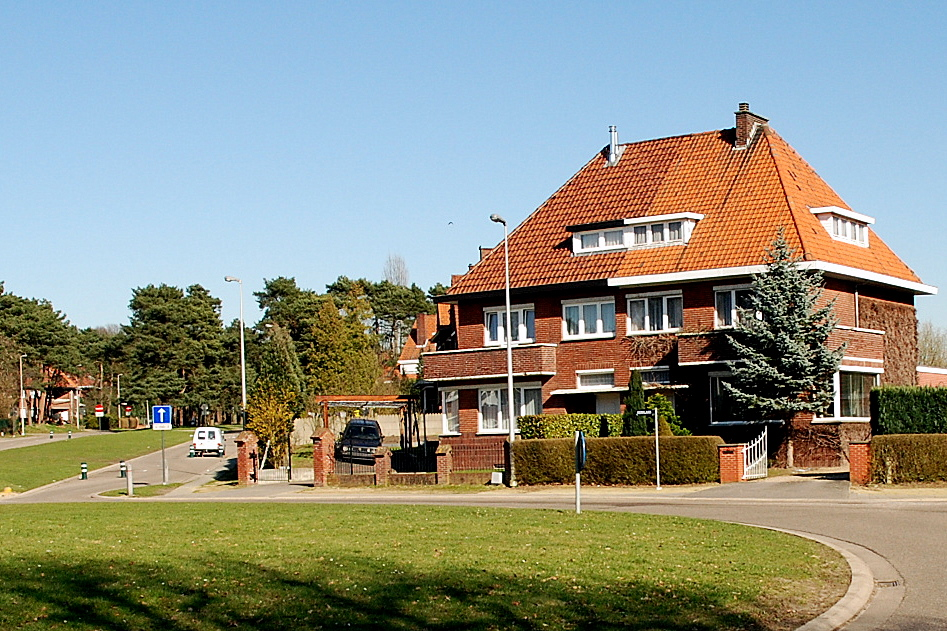
Tweewoonst voor bedienden van de mijn
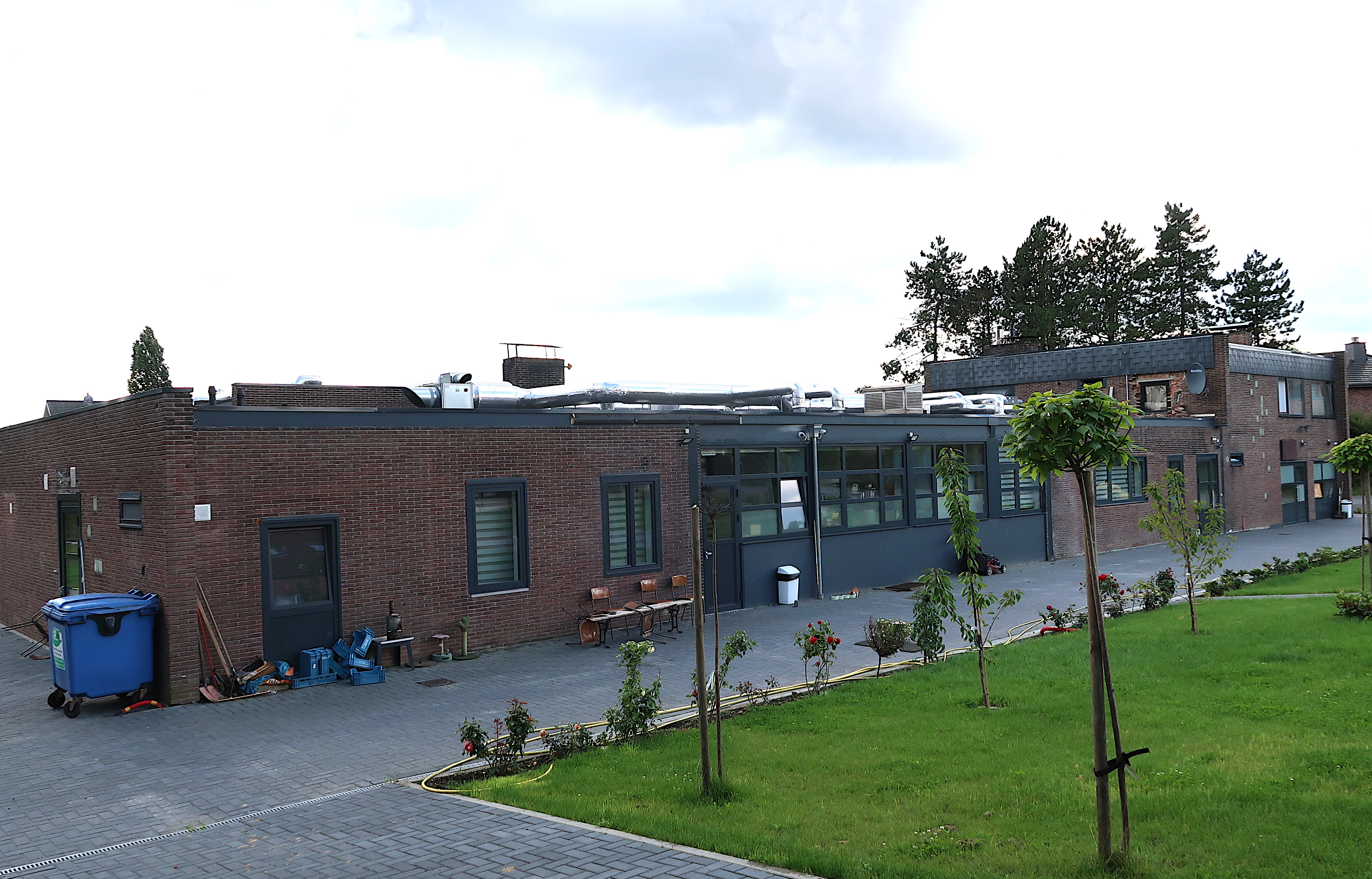
Voormalig logementshuis voor vrijgezellen, verbouwd tot Imam-i Azam opleidingsinstituut